# Coupe du Golfe des clubs champions 1999
Navigation
Mascate 1998 Koweït 2000
La Coupe du Golfe des clubs champions 1999 est la 16e édition de la Coupe du Golfe des clubs champions. Organisée à Djeddah en Arabie saoudite, elle regroupe au sein d'une poule unique les champions des pays du golfe Persique. Les clubs rencontrent une seule fois leurs adversaires.
Cette édition fait également office de groupe éliminatoire pour la Coupe des clubs champions arabes 1999, puisque les deux premiers du tournoi se qualifient pour la phase finale de la compétition.

## Équipes participantes
6 équipes prennent part au tournoi :
- Al-Salmiya SC - Champion du Koweït 1997-1998
- Al Ittihad Djeddah - Championnat d'Arabie saoudite 1996-1997
- Sharjah SC - Vice-champion des Émirats arabes unis 1997-1998
- Oman Club - Champion d'Oman 1996-1997
- Al-Arabi Sports Club - Finaliste de la Prince Crown Cup 1997-1998
- Riffa Club - Champion du Bahrein 1997-1998

## Compétition
| Rang | Équipe               | Pts | J | G | N | P | Bp | Bc | Diff |  | Résultats (▼ dom., ► ext.) |  |     |     |     |     |     |
| ---- | -------------------- | --- | - | - | - | - | -- | -- | ---- |  | -------------------------- |  | --- | --- | --- | --- | --- |
| 1    | Al Ittihad Djeddah   | 15  | 5 | 5 | 0 | 0 | 15 | 2  | +13  |  | Al Ittihad Djeddah         |  | 3-0 | 2-0 | 3-0 | 2-1 | 5-1 |
| 2    | Al-Salmiya SC        | 12  | 5 | 4 | 0 | 1 | 9  | 3  | +6   |  | Al-Salmiya SC              |  |     | 2-0 | 2-0 | 3-0 | 2-0 |
| 3    | Riffa Club           | 9   | 5 | 3 | 0 | 2 | 12 | 6  | +6   |  | Riffa Club                 |  |     |     | 5-0 | 3-1 | 4-1 |
| 4    | Al-Arabi Sports Club | 4   | 5 | 1 | 1 | 3 | 4  | 12 | -8   |  | Al-Arabi Sports Club       |  |     |     |     | 2-2 | 2-0 |
| 5    | Sharjah SC           | 2   | 5 | 0 | 2 | 3 | 6  | 12 | -6   |  | Sharjah SC                 |  |     |     |     |     | 2-2 |
| 6    | Oman Club            | 1   | 5 | 0 | 1 | 4 | 4  | 15 | -11  |  | Oman Club                  |  |     |     |     |     |     |

| Coupe des clubs champions du golfe Persique Al Ittihad Djeddah 1er titre |